# Jasmin (Zeitschrift)
Jasmin (Slogan bis Anfang 1973: Die Zeitschrift für das Leben zu zweit, dann: Das Magazin für die Frau) war eine zwischen 1968 und 1973 zweiwöchentlich montags erscheinende deutsche Illustrierte.

## Geschichte
Die Zeitschrift startete 1968 im Kindler & Schiermeyer Verlag, einer Tochtergesellschaft des Axel-Springer-Verlags, unter Chefredakteur Will Tremper mit einer Auflage von 900.000 Exemplaren nach der Vorbereitung durch eine 72-köpfige Redaktion in München. Nach drei Heften betrug die Auflage 1,5 Millionen, damit gehörte die Zeitschrift zu den meistverkauften Illustrierten ihrer Zeit. Die Entwicklungs- und Einführungskosten wurden auf 20 Millionen Mark geschätzt. Das Magazin war auf ein Publikum von 8,7 Millionen Lesern ausgerichtet, das zu 60 Prozent aus Frauen und zu 40 Prozent aus Männern zwischen 18 und 40 Jahren aus der Oberschicht bis zur unteren Mittelschicht bestand. Für das Konzept waren Karl-Heinz Hagen und Günter Prinz verantwortlich.

Die Illustrierte, die mit dem von Springer durch eine aufwendige Kampagne beworbenen Slogan „Die Zeitschrift für das Leben zu zweit“ auf die Sexwelle reagierte, richtete sich an Pärchen und enthielt Geschichten zu den Themen Erotik und sexuelle Aufklärung. Zu Beginn enthielt jedes Heft eine Folge des Lexikons der Erotik, das verschlossen im ungeschnittenen Beiheft zu finden war.
Franz Josef Wagner berichtete für die Zeitschrift aus dem Vietnamkrieg. 1971 erschien eine Homestory bei Albert Speer von James P. O’Donnell. Elisabeth Gräfin Werthern, Geschäftsführerin der Deutschen Parlamentarischen Gesellschaft, hatte eine Kolumne zu Fragen der Etikette. Nach einer Geschichte im Nouvel Observateur, bei der 343 Französinnen im April 1971 bekannten, abgetrieben zu haben, erfuhr Alice Schwarzer von den Plänen der Jasmin-Redaktion, eine ähnliche Geschichte in Deutschland zu produzieren. Sie wandte sich daraufhin an den Stern, der im Juni die Schlagzeile Wir haben abgetrieben! veröffentlichte.
Nach drei Monaten verkaufte Springer als Reaktion auf die Kartellbedenken der Günther-Kommission Jasmin zusammen mit der Bravo, Eltern und Twen an den Stuttgarter Kunstbuchverleger Hans Weitpert. Dieser verkaufte Jasmin Anfang der 1970er-Jahre an Gruner + Jahr weiter. Zu Beginn des Jahres 1973 wurde der Slogan Die Zeitschrift für das Leben zu zweit abgeschafft und ein 16-seitiger Teil aus der Zeitschrift Cosmopolitan eingeführt. Die Redaktion zog von München nach Hamburg um.
Zum Ende des Jahres 1973 wurde Jasmin wegen Unwirtschaftlichkeit eingestellt. Der Spiegel urteilte, die Mischung aus Frauen- und Gesellschaftsjournal, Herrenmagazin und Yellow Press habe kein festumrissenes Publikum an sich binden können. Als Problem nannte Chefredakteur Adolf Theobald das Dilemma für Werbekunden, sich an beide Geschlechter richten zu müssen.

## Rezeption
Der Verleger Axel Springer, in dessen Verlag die Zeitschrift entwickelt wurde, bezeichnete sie verächtlich als „Fick-Blatt“. Der Schriftsteller Peter O. Chotjewitz widmete ihr 1968 ein Porträt in der FAZ und einen Essay im Spiegel. Darin schrieb er:

„Seine volle Bremswirkung erreicht der Begriff vom ‚Leben zu zweit‘, wenn die bürgerliche Ehe als Normalfall und höchste Form der männlich-weiblichen Beziehungen (die sie vielleicht tatsächlich ist) nach dem Gebrauchsmuster: paßt, wackelt und hat Luft, hingestellt wird. Voreheliche Beziehung und Seitensprung sind dann als dekorative Ausnahmen von der Regel integriert, Homosexuelle sind arme Irre, denen nicht zu helfen ist – als schicksalhaft Glücklose ohne rechte soziale Funktion sind sie zu Recht diskriminiert.“

In Elfriede Jelineks Roman wir sind lockvögel baby! (1970) sind Texte aus der Zeitschrift montiert. Der Journalist Oliver Gehrs lobte Jasmin im Freitag in einem Essay aus dem Jahr 2020 über die Zeitschriften der Sexwelle. Sie sei ein Beispiel dafür, dass die gesellschaftspolitische Betrachtung der Sexualität auch zu medialen Höhenflügen geführt habe:

„Jasmin […] besuchte eben nicht nur die tollen Männer, sondern vor allem deren frustrierte Ehefrauen und gab Tipps für Seitensprünge. Wenige Seiten weiter flog man mit Farah Diba im Hubschrauber über Teheran und lästerte über den asexuellen Schah. Im ‚erotischen Lexikon‘ von damals findet sich heute noch mehr soziologische Trennschärfe als in einem ganzen Jahrgang Neon.“